# Тевелде Эстифанос
Тевелде Эстифанос — эритрейский бегун на длинные дистанции. Двукратный серебряный призёр чемпионатов мира по полумарафону в командном первенстве. На чемпионате мира по кроссу 2010 года занял 38-е место в личном первенстве. На всеафриканских играх 2011 года занял 7-е место в полумарафоне.
Личный рекорд на дистанции 10 километров по шоссе — 28.58.  
28 июля 2013 года он занял 5-е место на Боготинском полумарафоне с результатом 1:05.37.